# احتداد السمع
احتداد السمع (بالإنجليزية: Hyperacusis) هو أحد الاضطرابات السمعية. التي تتميز بحساسية شديدة تجاه بعض الترددات الصوتية، والتي تشمل الأصوات اليومية الطبيعية، تختلف درجة ونوع الإصابة كثيرًا من مصاب إلى آخر؛ فالبعض يجد الأصوات المرتفعة بشكل عام غير مريحة للغاية، بينما يعاني البعض عند سماع صوت معين، وقد يتألم البعض عند سماع الأصوات العادية؛ وبالتالي فاحتداد السمع قد لا يسبب إزعاجًا كبيرًا لدى البعض بينما يحدث تأثيرًا كبيرًا على حياة البعض.
يصيب احتداد السمع الناس بجميع أعمارهم، ويشيع لدى الأطفال.

## الأعراض
قد تظهر أعراض احتداد السمع فجأة أو بشكل تدريجي؛ إذ يعاني الشخص المصاب عند سماع ضجيج أو صوت ما من شعور بعدم الراحة والقلق والتوتر والغضب، وقد يلجأ إلى تغطية أذنيه، وفي بعض الأحيان قد يصاب بآلام شديدة؛ مما يحدو به إلى العزلة لتجنب مصادر الضجيج، بل وقد يصل الأمر إلى عدم القدرة على التركيز في أماكن العمل والدراسة.

## الأسباب
يعد الاستماع إلى الأصوات الصاخبة أكثر أسباب احتداد السمع شيوعًا، وقد يصاب البعض به بشكل مفاجئ بسبب تعاطي أدوية ترفع من حساسية الأذن كالعقاقير النفسية مثل ثنائي إيثيل أميد حمض الليسرجيك وميثاكوالون والالفينسيكليدين والمضاد الحيوي سيبروفلوكساسين، أو الإصابة بأمراض كداء لايم أو مرض منيير أو إصابة في الرأس أو إجراء جراحة بها أو الإصابة بعدوى في الأذن، وقد تحدث الإصابة بسبب عيب خلقي كمتلازمة تفرز الفتحة العلوية للنفيق الطبلي.
وقد يكون احتداد السمع مصحوبًا بالحالات الآتية:
- صدمة صوتية.
- تفاعلات دوائية ضائرة.
- قلق.
- طيف التوحد.
- داء لايم.
- مرض منيير.
- الشقيقة.
- مرض التصلب المتعدد.
- موه اللمف الباطن.
- فقد السمع المحدث بالضوضاء.
- إصابة بالرأس.
- اضطراب الكرب التالي للصدمة النفسية.
- متلازمة ويليام.
- الذذئبة الحمراء.
- داء تاي ساكس.

## التشخيص
يتم التشخيص عن طريق المخطط السمعي الطبيعي إلى جانب قياس أقل مستوى صوت يسبب شعورًا بعدم الراحة لدى المصاب. والمصابون باحتداد السمع يكون هذا المستوى أدنى من نظيره لدى الشخص الطبيعي؛ أي أن المصاب يشعر بالانزعاج عند مستوى صوت لا يسبب ضجرًا لدى الشخص الطبيعي.

## العلاج
لا يوجد علاج دوائي أو جراحي محدد لعلاج احتداد السمع، لكن علاج السبب قد يعالج مشكلة احتداد السمع، إلى جانب بعض التدابير المتخذة لتخفيف حدة الأصوات وتدريب المصاب وإعادة تأهيله.